# Leonie Bongartz
Leonie Bongartz (* 1981 in Köln) ist eine deutsche Drehbuchautorin und Schriftstellerin.

## Leben
Leonie Bongartz ist die Tochter des Schriftstellers Dieter Bongartz. Sie ist Absolventin des Deutschen Literaturinstituts Leipzig und veröffentlichte 2008 und 2009 zwei Jugendkrimis (Die weißen Raben) beim Verlag Sauerländer. Zusammen mit ihrem Vater schrieb sie ab 2008 die Drehbücher für diverse Märchenadaptionen der ARD-Reihe Sechs auf einen Streich.

## Filmografie (Auswahl)
- 2008: Das tapfere Schneiderlein
- 2009: Der gestiefelte Kater
- 2010: Der Meisterdieb
- 2012: Allerleirauh
- 2013: Vom Fischer und seiner Frau
- 2014: Till Eulenspiegel
- 2015: Hans im Glück
- 2018: Das Märchen von der Regentrude

## Bücher
- 2008: Die weißen Raben – Verbrechen in der Villa
- 2009: Die weißen Raben – Verschwörung im Moor